# لاميناريا روبرشتية
لاميناريا روبرشتية (الاسم العلمي: Laminaria ruprechtii) هو نوع من الطلائعيات يتبع جنس اللاميناريا من فصيلة اللامينارية.